# Dominique Paturel
Pour les articles homonymes, voir Paturel.
Dominique Paturel est un acteur français né le 3 avril 1931 au Havre (Seine-Inférieure) et mort le 28 février 2022 à Saint-Brieuc (Côtes-d'Armor). 
Sa carrière, qui s'étend sur six décennies, est marquée par la longévité comme par la diversité. Très présent au théâtre, il y varie les rôles et les registres. À la télévision, il joue notamment dans Le Chevalier de Maison-Rouge et interprète le personnage de Fritz Kobus dans L'Ami Fritz en 1967. Il apparaît dans des feuilletons de cape et d'épée comme Lagardère où il joue le marquis de Cheverny, l'un des roués du régent, et D'Artagnan dans lequel il joue le rôle-titre. Au cinéma, il est, entre autres, Francis Coplan dans Coplan prend des risques. Il participe aussi à plusieurs feuilletons radiophoniques, livres-disques, documentaires et demeure l'une des grandes figures du doublage français.

## Biographie

### Jeunesse et formation
Pierre Dominique Paturel de son vrai nom, est le fils de Joseph Paturel, directeur aux Allocations familiales, et d'Anne-Marie Le Minihy de la Villehervé,. Il effectue ses études secondaires au collège Saint-Joseph du Havre, où il joue deux pièces à l'occasion de la fête de l'établissement, ce qui lui donne « le virus » du théâtre. À 19 ans, il entre à l'École de la rue Blanche à Paris, dans les classes de Teddy Bilis puis de Robert Manuel. Il a entre autres pour camarade Jean-Pierre Marielle.
Appelé en Algérie durant son service militaire, il est réquisitionné à la télévision pour l'arbre de Noël des officiers supérieurs, devient speaker à Radio-Alger et y joue plusieurs pièces après avoir remplacé au pied levé Pierre Dux dans la pièce Les Vignes du Seigneur,,. Il organise aussi avec Alain Le Meur un spectacle pour les blessés dans un hôpital et anime régulièrement les spectacles de l'amicale des bretons d'Alger, interprétant des chansons, des sketchs et des imitations de chanteurs à succès tels Charles Aznavour ou Gilbert Bécaud.

### Carrière

#### Théâtre, cinéma et télévision
Au théâtre, il alterne les registres, jouant des classiques, des pièces contemporaines ou du théâtre de boulevard,. Il se produit pendant trois ans au Théâtre national populaire avec Jean Vilar et, pendant cinq ans, avec la compagnie Renaud-Barrault.
Dans les années 1960 et 1970, Dominique Paturel est l'une des vedettes de la télévision française, où il se produit dans le cadre du Théâtre de la jeunesse, dans des feuilletons populaires comme Lagardère ou D'Artagnan, ainsi que dans l'émission Au théâtre ce soir. Il enregistre également à de nombreuses reprises pour la radio, dont Les Maîtres du mystère.

#### Doublage et livres-disques
Dominique Paturel reste l'un des grands noms du doublage en France, dont il découvre le milieu grâce à Nelly Benedetti, qu'il épouse en 1963. Il prête notamment sa voix caractéristique aux intonations ironiques à plusieurs reprises à Terence Hill, Michael Caine et Robert Wagner, ainsi qu'à Lee Majors pour le rôle de Steve Austin dans L'Homme qui valait trois milliards, Larry Hagman pour celui de J. R. dans Dallas, ou encore à George Peppard pour celui d'« Hannibal » Smith dans L'Agence tous risques,. Il a aussi été la voix de Roy Thinnes pour le rôle de David Vincent dans Les Envahisseurs.
Dans le domaine de l'animation, il interprète à deux reprises le baron de Münchhausen, d'abord en 1977 dans Les Fabuleuses Aventures du légendaire baron de Münchhausen, puis en 1981 dans Le Secret des Sélénites, tous deux réalisés par Jean Image. Ce rôle lui permet d'accomplir une de ses passions, la chanson. Il est également la voix de Robin des Bois dans le film homonyme des studios Disney, de Papi Pépite dans Toy Story 2 et la voix off du générique de la série d'animation Capitaine Flam. Peu présent dans le doublage de jeux vidéo, il participe au cours des années 2010 au doublage des jeux Mass Effect 2 (2010) et Mass Effect 3 (2012), dans lesquels il double l'amiral Koris, ainsi qu'au doublage de Dishonored : La Lame de Dunwall (2013), dans lequel il double Arnold Timsh.
Il enregistre plusieurs 33 et 45 tours, narrant notamment la version radiophonique (en) de la première trilogie de Star Wars et participant à des livres-disques Disney,,.
Il enregistre avec Violaine Vanoyeke Coeur chromatique (Ed.R.E.M.) à partir des textes de l'écrivaine.

### Dernières années
En 2011, Dominique Paturel est invité à la cérémonie destinée à remettre les insignes de Commandeur dans l'ordre des Arts et des Lettres à Michael Caine par le ministre de la Culture,.
En 2015, il est la voix off de la pièce On l'enterre aujourd'hui de Laurent Hugot, jouée par la troupe de théâtre amateur la troupe d'Yvias et mise en scène par son ami Yvan Mahé, rencontré en 2003 sur le tournage du film Terre de sang,.
En 2016, il participe au documentaire Being George Clooney ayant pour sujet le doublage à travers le monde.
En 2018, il collabore de nouveau avec la troupe d'Yvias en mettant en scène la pièce Le Bonheur en camping-car de Pascal Chivet et Sylvie Dange. Toujours en 2018, il participe à l'album Fantaisies stellaires de Tara King TH dans lequel il narre certains passages.
Jusqu'au milieu de l'année 2020, il participe à des conférences sur le théâtre organisées par la commune d'Antony,,.

### Vie privée et mort

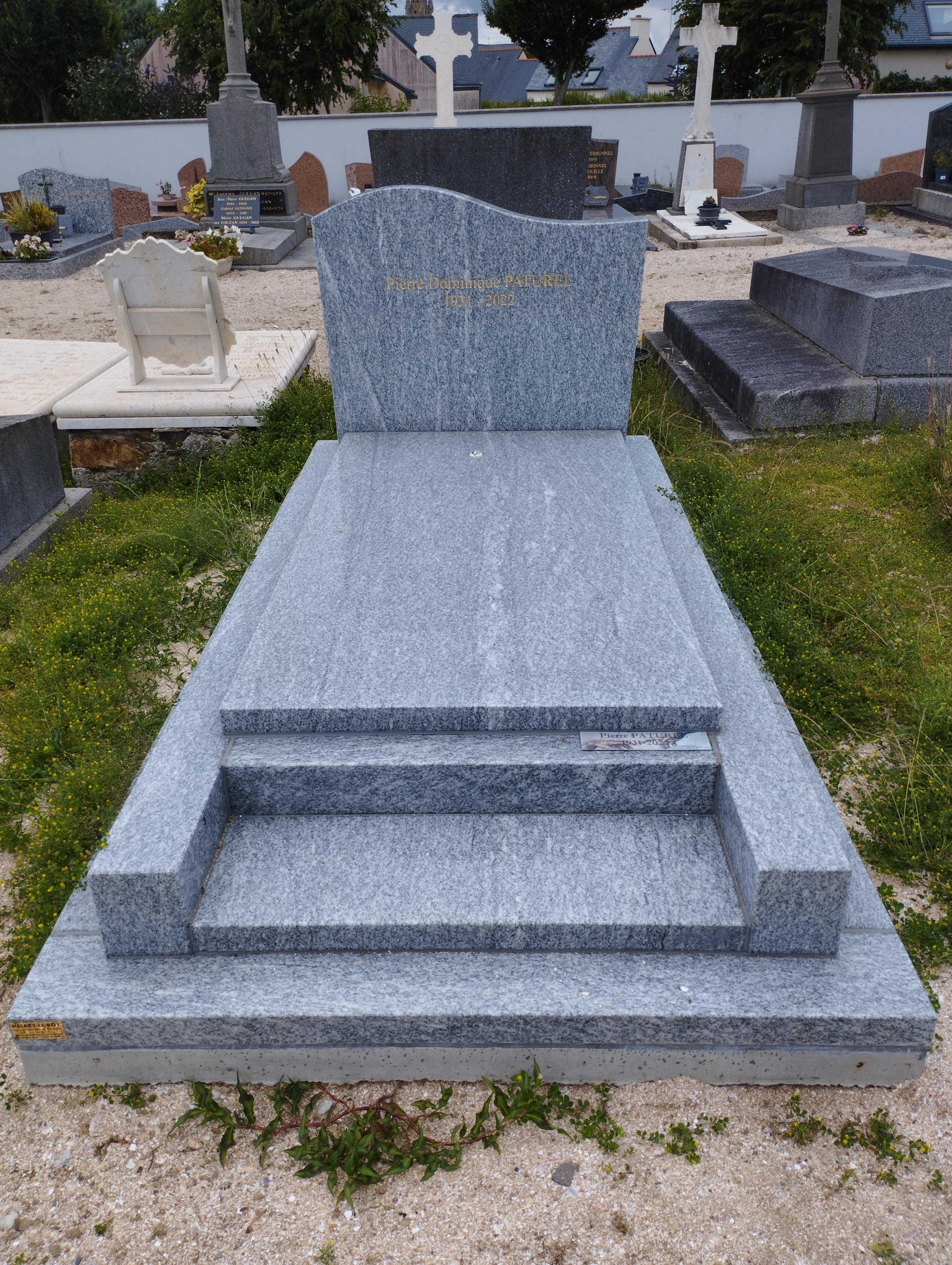
Tombe de Dominique Paturel au cimetière de Pordic (carré C, rang 2).

Après avoir été marié à l'actrice Nelly Benedetti de 1963 à la mort de celle-ci en 2011, il épouse Marie-Claire Le Glatin.
Vivant à Saint-Quay-Portrieux, dans les Côtes-d'Armor, il meurt dans la soirée du 28 février au 1er mars 2022 à l'hôpital de Saint-Brieuc (Côtes-d'Armor), à l'âge de 90 ans. Il est inhumé au cimetière de Pordic.

## Théâtre

### Comédien
Sources : Les Archives du spectacle
- 1955 : À son image de Pierre de Lescure, mise en scène Jean-Claude Dumoutier, théâtre du Tertre
- 1955 : Le Bourgeois gentilhomme de Molière, mise en scène René Lafforgue, Centre dramatique de l'Ouest
- 1955 : Les Surprises de la nuit d'Oliver Goldsmith, mise en scène Guy Parigot, Centre dramatique de l'Ouest
- 1956 : L'Avare de Molière, mise en scène Jean Vilar, TNP
- 1960 : L'Homme à l'ombrelle blanche de Charles Charras, mise en scène Georges Vitaly, Poche-Montparnasse
- 1960 : La Résistible Ascension d'Arturo Ui de Bertolt Brecht, mise en scène Jean Vilar et Georges Wilson, TNP-théâtre de Chaillot
- 1961 : L'Alcade de Zalamea de Pedro Calderón de la Barca, mise en scène Georges Riquier et Jean Vilar, TNP-festival d'Avignon
- 1961 : La Paix d'après Aristophane, mise en scène Jean Vilar, TNP-théâtre de Chaillot
- 1962 : Pomme, pomme, pomme de Jacques Audiberti, mise en scène Georges Vitaly, théâtre La Bruyère
- 1962 : Cherchez le corps, Mister Blake de Frank Launder et Sidney Gilliat, mise en scène Georges Vitaly, théâtre La Bruyère
- 1964 : Comme il vous plaira de William Shakespeare, mise en scène Jean-Pierre Granval, Odéon-théâtre de France
- 1964 : Il faut passer par les nuages de François Billetdoux, mise en scène Jean-Louis Barrault, Odéon-Théâtre de France
- 1964-1965 : Le Mariage de Figaro de Beaumarchais, mise en scène Jean-Louis Barrault, Odéon-Théâtre de France puis théâtre des Célestins
- 1966 : Le Barbier de Séville de Beaumarchais, mise en scène Jean-Pierre Granval, Odéon-Théâtre de France
- 1966 : Vacances pour Jessica de Carolyn Green, mise en scène Edmond Tamiz, théâtre Antoine[23]
- 1966-1967 : Henry VI de William Shakespeare, mise en scène Jean-Louis Barrault, Odéon-Théâtre de France puis théâtre de la Porte-Saint-Martin
- 1969 : Les Rivaux d'eux-mêmes de Carlo Goldoni, mise en scène Jacques Mauclair, festivals d'été
- 1970 : Des pommes pour Ève de Gabriel Arout, mise en scène Georges Vitaly, théâtre La Bruyère
- 1970 : Un piano dans l'herbe de Françoise Sagan, mise en scène André Barsacq, théâtre de l'Atelier
- 1971 : Dumas le magnifique d'Alain Decaux, mise en scène Julien Bertheau, théâtre du Palais-Royal
- 1973 : Rivaux d'eux-mêmes de Carlo Goldoni, mise en scène Jacques Mauclair, festival du Marais-hôtel d'Aumont puis théâtre Hébertot
- 1973-1974 : Série blême de Boris Vian, mise en scène Georges Vitaly, théâtre de Boulogne-Billancourt puis Maison de la culture de Nantes
- 1975 : La Libellule de Aldo Nicolaï, mise en scène René Clermont, théâtre des Nouveautés
- 1975 : La Balance de Claude Reichman, mise en scène René Clermont, théâtre Fontaine
- 1976 : Rivaux d'eux-mêmes de Carlo Goldoni, mise en scène Jacques Mauclair
- 1977 : Qui est qui ? de Keith Waterhouse, Willis Hall, mise en scène Victor Lanoux, théâtre des Célestins
- 1978 : Voyage à trois de Jean de Létraz, festival de Saint-Jean-de-Monts
- 1979 : La Petite Hutte d'André Roussin, mise en scène de l'auteur, théâtre des Nouveautés
- 1979 : Un roi qu'a des malheurs de Remo Forlani, mise en scène Maurice Risch, théâtre La Bruyère
- 1983 : Un canapé-lit de Trevor Cowper, théâtre Daunou
- 1985 : Voyage autour de ma marmite d'Eugène Labiche, mise en scène Philippe Rondest
- 1988 : Le Rebelle de Jean-Michel Guenassia, mise en scène Jean Rougerie, théâtre Tristan-Bernard
- 1988 : Si jamais je te pince !... d'Eugène Labiche, mise en scène Philippe Rondest, théâtre des Bouffes-Parisiens
- 1989 : Dialogues d'exilés de Bertolt Brecht, mise en scène Georges Vitaly, théâtre du Lucernaire
- 1989 : la Revolution française par la Compagnie du théâtre d'arlequin,

Théâtre du Volcan an Havre : voix-off
- 1991 : N'écoutez pas, mesdames ! de Sacha Guitry, mise en scène Pierre Mondy, théâtre de la Madeleine
- 1994 : Rossini ou la Fleur de l’âge de Claude d'Anna et Laure Bonin, mise scène Stéphan Meldegg, théâtre La Bruyère
- 1997 : Don Juan ou la Mort qui fait le trottoir de Henry de Montherlant, mise en scène Jean-Luc Tardieu, Maison de la Culture de Loire-Atlantique Nantes, théâtre de la Madeleine
- 1998 : Obsessions de Patrick Hamilton, mise en scène Raymond Gérôme, théâtre Daunou
- 2010 : Huguette Hugo de Catherine Privat, mise en scène Johan de La Monneraye, théâtre Les Déchargeurs
- 2015 : On l'enterre aujourd'hui : voix-off[14]

### Metteur en scène
- 1971 : Bobosse d’André Roussin
- 1976 : Hommes et Femmes de Gabriel Arout
- 1978 : Escurial de Michel de Ghelderode
- 2018 : Le Bonheur en camping-car de Pascal Chivet et Sylvie Dange[17]

## Filmographie

### Cinéma
- 1960 : Le Capitan d'André Hunebelle : un gentilhomme de la Province
- 1961 : Les Sept péchés capitaux, épisode La Colère de Sylvain Dhomme : le mari
- 1962 : Le Diable et les Dix Commandements de Julien Duvivier
- 1963 : Coplan prend des risques de Maurice Labro : Francis Coplan
- 1963 : La Foire aux cancres de Louis Daquin : Baudrier
- 1964 : Le Paris des mannequins, court-métrage de François Reichenbach : narrateur
- 1964 : Le Repas des fauves de Christian-Jaque : Jean-Louis
- 1965 : Le Faux Pas d'Antoine d'Ormesson : Philippe
- 1966 : Dafnis kai Hloi 66 de Mika Zacharopoulou
- 1970 : Les Petites Filles modèles de Jean-Claude Roy : narrateur
- 1971 : La Maffia du plaisir de Jean-Claude Roy : narrateur
- 1975 : Maître Pygmalion de Hélène Durand et Jacques Nahum
- 1978 : L'Amour en question d'André Cayatte : maître Rhune
- 1981 : La Provinciale de Claude Goretta : Ralph
- 2003 : Le Pays des ours, court-métrage de Jean-Baptiste Leonetti : le chef de service
- 2004 : Terre de sang de Nicolas Guillou : Raymond Le Quellec
- 2004 : Vipère au poing de Philippe de Broca : M. Pluvignec
- 2006 : La Môme d'Olivier Dahan : Roup
- 2011 : Carré blanc de Jean-Baptiste Leonetti : François Malvy

### Télévision

#### Téléfilms
- 1960 : Rouge d'André Leroux
- 1963 : Le Chevalier de Maison-Rouge de Claude Barma d'après le roman d'Alexandre Dumas : Roger Lorin
- 1963 : Le Théâtre de la jeunesse : Mon oncle Benjamin de René Lucot
- 1963 : Le Troisième Concerto de Marcel Cravenne
- 1965 : L'Examen de passage de Lazare Iglesis
- 1967 : Lagardère de Jean-Pierre Decourt : Chaverny
- 1967 : L'Ami Fritz de Georges Folgoas : Fritz Kobus
- 1969 : L'Officier recruteur de Jacques Pierre
- 1969 : Sainte Jeanne de Claude Loursais
- 1972 : Les Chemins de fer de Daniel Georgeot
- 1972 : Jean Vilar, une belle vie, documentaire de Jacques Rutman : lui-même
- 1974 : Chéri-Bibi de Jean Pignol : narrateur
- 1978 : Les Amours sous la Révolution : Les Amants de Thermidor de Jean-Paul Carrère
- 1979 : Pourquoi Patricia ? de Guy Jorré
- 1981 : Le Petit Théâtre d'Antenne 2 : Un dirigeable ensorcelé d'André Halimi, réalisation Georges Vitaly
- 1984 : Hélas, Alice est lasse de Bernard Queysanne
- 1991 : La Milliardaire de Jacques Ertaud
- 1992 : Tout ou presque de Claude Vital

 Au théâtre ce soir 
- 1967 : Les Vignes du seigneur de Robert de Flers et Francis de Croisset, mise en scène Jacques Morel, réalisation Pierre Sabbagh, théâtre Marigny
- 1970 : Cherchez le corps, mister Blake de Frank Launder, Sidney Gilliat, mise en scène Georges Vitaly, réalisation Pierre Sabbagh, théâtre Marigny
- 1973 : Jean-Baptiste le mal-aimé d’André Roussin, mise en scène Louis Ducreux, réalisation Georges Folgoas, théâtre Marigny
- 1974 : La Parisienne d'Henry Becque, mise en scène René Clermont, réalisation Georges Folgoas, théâtre Marigny
- 1976 : Sacrés Fantômes de Eduardo De Filippo, mise en scène Jean Michaud, réalisation Pierre Sabbagh, théâtre Édouard-VII
- 1976 : La Sainte Famille d'André Roussin, mise en scène Georges Vitaly, réalisation Pierre Sabbagh, théâtre Édouard-VII
- 1976 : Une femme presque fidèle de Jacques Bernard, mise en scène Jacques Mauclair, réalisation Pierre Sabbagh, théâtre Édouard-VII
- 1977 : Des choses merveilleuses (La Balance) de Claude Reichman, mise en scène René Clermont, réalisation Pierre Sabbagh, théâtre Marigny
- 1980 : Comédie pour un meurtre de Jean-Jacques Bricaire et Maurice Lasaygues, mise en scène Dominique Nohain, réalisation Pierre Sabbagh, théâtre Marigny
- 1984 : Un parfum de miel d'Éric Westphal, mise en scène Georges Vitaly, réalisation Pierre Sabbagh, théâtre Marigny

#### Séries télévisées
- 1963 : Le Chevalier de Maison-Rouge de Claude Barma : Lorin
- 1965 : Le Bonheur conjugal de Jacqueline Audry
- 1966 : Le Trompette de la Bérésina de Jean-Paul Carrère
- 1967 : Lagardère de Jean-Pierre Decourt : Chaverny
- 1969 : D'Artagnan de Claude Barma : D'Artagnan
- 1972 : François Gaillard ou la Vie des autres, épisode Cécile et Nicolas de Jacques Ertaud : Nicolas Rambert
- 1973 : Pour Vermeer de Jacques Pierre
- 1974 : Chéri-Bibi de Jean Pignol : le narrateur
- 1976 : La Poupée sanglante de Marcel Cravenne : le narrateur
- 1977 : Recherche dans l'intérêt des familles de Philippe Arnal : l'inspecteur Tellier
- 1980 : Histoires étranges de Pierre Badel
- 1982 : Commissaire Moulin, épisode Une promenade en forêt de Jacques Ertaud
- 1983 : Cinéma 16, épisode Microbidon d'André Halimi
- 1985 : Hôtel du siècle de Jean Kerchbron
- 1987 : L'Heure Simenon, épisode Le Temps d'Anaïs de Jacques Ertaud
- 1987 : Les Cinq Dernières Minutes, épisode Mécomptes d'auteurs de Roger Pigaut
- 1989 : La Grande Cabriole de Nina Companeez
- 1989 : Orages d'été de Jean Sagols
- 1990 : Le Lyonnais, épisode Vidéo meurtres de Michel Favart
- 1991 : Marie Pervenche (saison 3) de Jean Sagols
- 1993 : Meurtre avec préméditation, épisode Pris au piège de Michel Favart
- 1993 : Bing 2 de Nino Monti
- 1995 : Commissaire Moulin, épisode Illégitime Défense d'Yves Rénier
- 1995 : Maxime et Wanda, épisode Les Belles Ordures de Claude Vital
- 1996 : Cancoon de Paolo Barzman
- 2003 : Commissaire Moulin, épisode Sale Bizness de Jean-Luc Bretenstein
- 2004 : Famille d'accueil (série télévisée), épisode Un long silence de Daniel Janneau
- 2004 : Commissaire Moulin, épisode Les Lois de Murphy d'Yves Rénier

### Documentaires
- 2016 : Being George Clooney

## Doublage
Note : Les dates en italique correspondent aux sorties initiales des films dont Dominique Paturel a assuré le redoublage ou le doublage tardif.

### Cinéma

#### Films
- Michael Caine dans :
  - Ipcress, danger immédiat (1965) : Harry Palmer
  - Un mort en pleine forme (1966) : Michael Finsbury
  - Le Limier (1972) : Milo Tindle
  - Marseille contrat (1974) : John Deray
  - Banco à Las Vegas (1978) : Doc Fletcher
  - Le Dernier Secret du Poseidon (1979) : Capt. Mike Turner
  - À nous la victoire (1981) : Capt. John Colby
  - Le Quatrième Protocole (1987) : John Preston
  - Élémentaire, mon cher... Lock Holmes (1988) : Reginald Kincaid / Sherlock Holmes
  - Double Arnaque (1990) : Sidney Lipton / Dr Hickler
  - Business oblige (1990) : Graham Marshall
  - Bruits de coulisses (1992) : Lloyd Fellowes
  - Blue Ice (1992) : Harry Anders
  - Miss Détective (2000) : Victor Melling
  - Get Carter (2000) : Cliff Brumby
  - Un tueur aux trousses (2001) : Jack
  - Un Américain bien tranquille (2002) : Thomas Fowler
  - Le Secret des frères McCann (2003) : Garth
  - Ma sorcière bien-aimée (2004) : Nigel Bigelow
  - Les Fils de l'homme (2006) : Jasper Palmer
  - Le Casse du siècle (2007) : Hobbs[24]
  - Le Limier (2007) : Andrew Wyke
  - Harry Brown (2009) : Harry Brown
  - Youth (2015) : Fred Ballinger

- Terence Hill dans :
  - Et maintenant, on l'appelle El Magnifico (1972) : Sir Thomas Moore dit « Tom »
  - Attention, on va s'fâcher ! (1974) : Kid
  - Un génie, deux associés, une cloche (1975) : Joe Thanks
  - Deux Super-flics (1977) : Matt Kirby
  - Il était une fois la Légion (1977) : Marco Segrain
  - Cul et Chemise (1979) : Slim
  - Un drôle de flic (1980) : Dave Speed
  - Salut l'ami, adieu le trésor (1981) : Alan
  - Quand faut y aller, faut y aller (1983) : Rosco Frazer alias Steinberg
  - Attention les dégâts ! (1984) : Elliott Vance / Bastiano Coimbra de la Coronilla y Azevedo
  - Les Super-flics de Miami (1985) : Doug Bennett
  - Lucky Luke (1991) : Lucky Luke
  - Cyberflic (1996) : Skims

- Robert Wagner dans :
  - Madame Sin (1972) : Anthony Lawrence
  - L'Héritier de la Panthère rose (1983) : George Lytton
  - Un crime dans la tête (1991) : Jack Gates
  - Dragon, l'histoire de Bruce Lee (1991) : Bill Krieger
  - Austin Powers (1997) : Numéro deux
  - Sexcrimes (1997) : Tom Baxter
  - Austin Powers 2 : L'Espion qui m'a tirée (1999) : Numéro deux
  - Les Adversaires (1999) : Hank Goody
  - La Tête dans le carton à chapeaux (1999) : Harry Hall
  - Austin Powers dans Goldmember (2002) : Numéro deux

- Dean Jones dans :
  - L'Espion aux pattes de velours (1965) : Agent Zeke Kelso
  - Quatre Bassets pour un danois (1966) : Mark Garrison
  - Le Fantôme de Barbe-Noire (1968) : Steve Walker
  - Un amour de Coccinelle (1969) : Jim Douglas
  - La Cane aux œufs d'or (1971) : Pr Albert Dooley
  - 3 Étoiles, 36 Chandelles (1972) : Johnny Baxter
  - La Coccinelle à Monte-Carlo (1977) : Jim Douglas

- Giuliano Gemma dans :
  - Un pistolet pour Ringo (1965) : Ringo
  - Très honorable correspondant (1966) : Kirk Warren
  - Le Blanc, le Jaune et le Noir (1975) : Blanc de Blanc / Stetson
  - La Grande Bataille (1978) : le capitaine Martin Scott

- Richard Chamberlain dans :
  - ''La Symphonie pathéthique (1971) : Piotr Ilitch Tchaïkovski
  - Les Trois Mousquetaires (1973) : Aramis
  - On l'appelait Milady (1974) : Aramis
  - La Tour infernale (1974) : Roger Simmons (1er doublage)

- Frank Sinatra dans :
  - T'es plus dans la course, papa ! (1963) : Alain Baker (Alan en VO)
  - Tony Rome est dangereux (1967) : Tony Rome
  - La Femme en ciment (1968) : Tony Rome

- Robert Duvall dans :
  - La Poursuite impitoyable (1966) : Edwin Stewart
  - La nuit nous appartient (2007) : Albert « Burt » Grusinsky
  - Jack Reacher (2012) : Cash

- George Segal dans :
  - Les Quatre Malfrats (1972) : Andrew Kelp
  - Le Toboggan de la mort (1977) : Harry Calder
  - 2012 (2009) : Tony

- Larry Hagman dans :
  - S.O.B. (1981) : Dick Benson
  - Nixon (1995) : Jack Jones
  - Primary Colors (1998) : le gouverneur Fred Picker

- Anthony Zerbe dans :
  - Matrix Reloaded (2002) : conseiller Hamann
  - Matrix Revolutions (2003) : conseiller Hamann
  - American Bluff (2014) : sénateur Horton Mitchell

- David McCallum dans :
  - Freud, passions secrètes (1963) : Carl von Schloessen
  - Opération V2 (1969) : Quint Monroe

- Edd Byrnes dans :
  - Je vais, je tire et je reviens (1967) : Clayton, le banquier
  - Grease (1978) : Vince Fontaine

- Dick Van Dyke dans :
  - Chitty Chitty Bang Bang (1968) : Caractacus Potts
  - Frissons garantis (1969) : Jack Albany

- John Philip Law dans :
  - Michel Strogoff (1970) : Michel Strogoff
  - Docteur Justice (1975) : Dr Benjamin Justice

- Vittorio Gassman dans :
  - Au nom du peuple italien (1971) : Lorenzo Santenocito
  - Histoire d'aimer (1975) : Andrea Sansoni

- Franco Nero dans :
  - Et viva la révolution ! (1971) : le prince Dmitri Vassiliovich Orlowsky
  - Les Requins du désert (1977) : Jean Ballard

- Richard Benjamin dans :
  - Les Invitations dangereuses (1973) : Tom
  - Le Vampire de ces dames (1979) : Dr. Jeffery Rosenberg / Van Helsing

- Leslie Nielsen dans :
  - Y a-t-il un pilote dans l'avion ? (1980) : Dr Rumack
  - Camouflage (2001) : Jack Potter

Mais aussi :
- 1942 : Casablanca : Victor Laslo (Paul Henreid)[25]
- 1961 : La Ruée des Vikings : Erik, duc de Helford (Giorgio Ardisson)
- 1961 : Les Pirates de la nuit : Christopher Trevenyan (John Fraser)
- 1962 : Rewak le Rebelle : Lycursus (Richard Wyler)
- 1962 : L'Homme qui aimait la guerre : Lt. Marty Lynch (Gary Cockrell)
- 1962 : Rocambole : Rocambole (Channing Pollock (en))
- 1963 : Les Vainqueurs : Eldridge (Michael Callan)
- 1965 : Sept Hommes en or : Albert, dit "Le Professeur" (Philippe Leroy)
- 1966 : Dracula, prince des ténèbres : Charles Kent (Francis Matthews)
- 1966 : Le Mystère des treize : Jean-Claude Ibert (Edward Mulhare)
- 1966 : La Rage de survivre : Antonio (Armando Silvestre)
- 1966 : Le Carnaval des barbouzes : l'agent Brice (Pierre Brice)
- 1966 : Le Prince Donegal : Hugh O'Donnell, le prince (Peter McEnery)
- 1967 : La Nuit des généraux : major Grau (Omar Sharif)
- 1967 : Le Lauréat : M. Braddock (William Daniels)
- 1967 : L'Extravagant Docteur Dolittle : Matthew Mug (Anthony Newley)
- 1967 : Le sable était rouge : Egan (Burr DeBenning)
- 1967 : Le Voyage : John (Bruce Dern)
- 1967 : Trois fantômes à la plage : Ben Powell (Sid Caesar)
- 1968 : Caroline chérie : Jean Albencet (Giorgio Albertazzi)
- 1968 : Le Gang de l'oiseau d'or : Arthur Thompson (Edward Woodward)
- 1969 : Santo et le trésor de Dracula : le comte Alucard alias Dracula (Aldo Monti)
- 1969 : La Jeunesse du massacre : Stelvio Sampero (Michel Bardinet)
- 1969 : Esclaves : MacKay (Stephen Boyd)
- 1969 : Tueur de filles : Joe Brodnek (James Stacy)
- 1969 : Carry On Again Doctor (en) : le Dr Jimmy Nookey (Jim Dale)
- 1970 : Catch 22 : le capitaine John Yossarian (Alan Arkin)
- 1970 : Las Vegas, un couple : Joe Grady (Warren Beatty)
- 1970 : El topo : El Topo (Alejandro Jodorowsky)
- 1970 : Patton : le capitaine du char américain (Clint Ritchie)
- 1971 : La Folie des grandeurs : don Cesar (Gabriele Tinti)
- 1971 : Catlow : Marshall Ben Cowan (Richard Crenna)
- 1971 : Quatre Mouches de velours gris : le psychiatre (Jacques Stany)
- 1971 : Satan, mon amour : Miles Clarkson (Alan Alda)
- 1972 : Les ordres sont les ordres : Rodolfo Baroni (Luigi Diberti)
- 1972 : Le Retour de l'abominable Docteur Phibes : l'inspecteur Trout (Peter Jeffrey)
- 1972 : On m'appelle Providence : Providence (Tomás Milián)
- 1972 : Ludwig : Le Crépuscule des dieux : comte Dürckheim (Helmut Griem)
- 1972 : Planque-toi minable, Trinita arrive : Jonathan Duke dit Le Duc (Stan Cooper)
- 1974 : Les Amazones : Thésée (Angelo Infanti)
- 1974 : Le shérif est en prison : Hedley Lamarr (Harvey Korman)
- 1975 : Barry Lyndon : capitaine Potzdorf (Hardy Krüger)
- 1975 : Une bible et un fusil : Hawk (Richard Jordan)
- 1975 : La Course à la mort de l'an 2000 : Junior Bruce (Don Steele)
- 1976 : Les Hommes du président : Markham (Nicolas Coster)
- 1976 : Le Bus en folie : Père Kudos (René Auberjonois)
- 1976 : Le Voyage des damnés : Erich Strauss (Victor Spinetti) / le commissaire de bord Mueller (Keith Barron)
- 1976 : Monsieur St. Ives : Johnny Parisi (Daniel J. Travanti)
- 1977 : L'Espion qui m'aimait : commandant Carter (Shane Rimmer)
- 1977 : Les Naufragés du 747 : Banker, le stewart conspirateur (Monte Markham)
- 1977 : Le Convoi de la peur : Billy White (Richard Holley)
- 1977 : La Ballade de Bruno : le directeur de la prison (Alfred Edel)
- 1978 : La Malédiction de la Panthère rose : Al Marchione (Robert Loggia)
- 1978 : Les Sept Cités d'Atlantis : Charles Aitken (Peter Gilmore)
- 1978 : L'Argent de la banque : Charles Packard (Michael Kirby)
- 1978 : Sauvez le Neptune : Danny Murphy (Stephen McHattie)
- 1979 : Apocalypse Now : le sergent ravitailleur (Tom Mason) (1er doublage)
- 1979 : Nosferatu, fantôme de la nuit : Jonathan Harker (Bruno Ganz)
- 1979 : Maîtresses très particulières : Didier / Jack (Jack Wrangler)
- 1979 : Arrête de ramer, t'es sur le sable : Tripper (Bill Murray)
- 1980 : Elephant Man : Docteur Frederick Treves (Anthony Hopkins)
- 1980 : Changement de saisons : Steven Rutledge (Edward Winter)
- 1980 : Space Connection (en) : Harry Forbes (Darren McGavin) + narration
- 1981 : Mad Max 2 : le narrateur (Harold Baigent)
- 1981 : On m'appelle Malabar : Colorado Sim (Riccardo Pizzuti)
- 1983 : Cujo : Masen (Jerry Hardin)
- 1985 : Mort sur le grill : Ernest Trend (Edward R. Pressman)
- 1986 : Sans issue : Ed Ryland (Robert Vaughn)
- 1987 : Good Morning, Vietnam : sergent major Phillip Dickerson (J. T. Walsh)
- 1987 : Beyond Therapy : Stuart, le psy (Tom Conti)
- 1989 : Au-delà des étoiles : Dr Harry Bertram (F. Murray Abraham)
- 1990 : Hamlet : Claudius (Alan Bates)
- 1991 : La Loi du désert : Sal Cuomo (Brett Halsey)
- 1992 : Hollywood Mistress : Carmine Rasso (Danny Aiello)
- 1995 : Halloween 6 : John Strode (Bradford English)
- 1996 : La Course au jouet : officier de police Hummell (Robert Conrad)
- 2000 : Mais qui a tué Mona ? : Clarence (Tracey Walter)
- 2001 : Snow, Sex and Sun : John Majors (Lee Majors)
- 2006 : Raisons d'État : Dr Fredericks (Michael Gambon)
- 2012 : Millénium : Les Hommes qui n'aimaient pas les femmes : Dirch Frode (Steven Berkoff)

#### Films d'animation
- 1973 : Robin des Bois : Robin des Bois
- 1977 : Les Fabuleuses Aventures du légendaire baron de Münchhausen : le baron de Münchhausen (création de voix)
- 1978 : Le Petit Âne de Bethléem : Joseph
- 1981 : Le Secret des Sélénites : le baron de Münchhausen (création de voix)
- 1995 : Toy Story : Présentateur télé 1
- 1999 : Toy Story 2 : papi Pépite

### Télévision

#### Téléfilms
- Robert Wagner dans :
  - La maison vous attend... (en) (1976) : Joel Gregory (Jr. & Sr.)
  - Le Labyrinthe des sentiments (1994) : le shérif
  - Petits chiots pour grande famille (en) (2001) : Durham Haysworth
  - Roman noir (2003) : Jack Stenning
  - La Vengeance de la momie (2005) : Charles Morton

- Lee Majors dans :
  - Mission bionique (1987) : Steve Austin
  - Un refuge pour l'amour (2017) : le Dr Isaac

- Roy Thinnes dans :
  - Des vacances en enfer (en) (1989) : Jimmy
  - Le Retour des envahisseurs (1994) : David Vincent

Mais aussi :
- 1972 : Le Loup de la nuit : le shérif Aaron Whitaker (David Janssen)
- 1972[26] : La Chose : Paul Worden (Darren McGavin)
- 1977 : Charlie Cobb Détective : Belle nuit pour une pendaison : Charlie Cobb (Clu Gulager)
- 1977 : L'Homme au masque de fer : Percerin (Emerys James)
- 1978 : Le Voleur de Bagdad : Hasan (Roddy McDowall)
- 1993 : Un singulier divorce  : Masterson (G. W. Bailey)
- 1995 : Les Allumettes suédoises : Dr Lehman (Klaus Mikoleit)
- 1996 : Changement de décors : Peter Lassally (Steven Gilborn)
- 1997 : Asteroïde : Points d'impact : le président (Denis Arndt)
- 1999 : La Ferme des animaux : Boule-de-Neige
- 2001 : Le père Noël a disparu : le père Noël (Leslie Nielsen)
- 2001 : Drôles de retrouvailles : Bill (Peter Graves)
- 2002 : Trop jeune pour être père : Dan Freeman (Bruce Davison)
- 2005 : Un Noël à New York : Sylvester Rheinback (John Cunningham)
- 2005 : Coup de foudre royal : Lord Louis Mountbatten (Richard Johnson)
- 2006 : La Forêt en feu : Malcom Levine (Kevin McNulty)
- 2006 : Les Derniers Jours de la planète Terre : commissaire Korshaft (Serge Houde)
- 2013 : Muhammad Ali's Greatest Fight : John Marshall Harlan II (Christopher Plummer)

#### Séries télévisées
- Robert Wagner dans :
  - 1970 : Opération vol : Alexander « Al » Mundy (saison 3 uniquement)
  - 1975 : Switch : Peterson T. « Pete » Ryan
  - 1979-1984 : Pour l'amour du risque : Jonathan Hart
  - 1989 : Le Tour du monde en quatre-vingts jours : Alfred Bennett
  - 1992 : Pour une poignée de diamants : Charles Davenport (mini-série)
  - 2007 : Les Arnaqueurs VIP (saison 4, épisode 1) : Anthony Westley
  - 2008 : Mon oncle Charlie (saison 4, épisode 19, et saison 5) : Teddy
  - 2010- : NCIS : Enquêtes spéciales : Anthony Di Nozzo Sr.
- Lee Majors dans :
  - 1975 : L'Homme qui valait trois milliards : Steve Austin (doublage partagé avec Michel Dumont)
  - 1976 : Super Jaimie : Steve Austin
  - 2011 : Raising Hope : le père de Burt
  - 2012 : Les Experts : Manhattan (saison 8, épisode 15 : Rouge Tempête) : Lt. Paul Burton
- Larry Hagman dans :
  - 1978-1991/2012-2013 : Dallas : J.R. Ewing
  - 2006 : Nip/Tuck : Burt Landau
  - 2010 : Desperate Housewives : Frank Kaminski
- Roy Thinnes dans : 
  - 1967-1968 : Les Envahisseurs : David Vincent (excepté les épisodes Les Défenseurs et La Rançon, doublés par Jacques Thébault)
  - 2002 : New York, unité spéciale (saison 3, épisode 20) : Curtis Johansen
- George Peppard dans :
  - 1983-1987 : L'Agence tous risques : Hannibal
  - 1990 : La Nuit du renard : Harry Martineau
- Terence Hill dans :
  - 1992 : Lucky Luke : Lucky Luke (en 8 épisodes)
  - 2000-2011 : Don Matteo : Don Matteo
- Robert Vaughn dans :
  - 2004-2012 : Les Arnaqueurs VIP : Albert Stroller (2e voix[27])
  - 2006 : New York, unité spéciale : Tate Speer

Mais aussi :
- 1977 : Jésus de Nazareth : Quintilius (Tony Lo Bianco)
- 1978-1979 : Colorado : Alexander McKeag (Richard Chamberlain)
- 1979-1981 : Buck Rogers au XXVe siècle : William « Buck » Rogers (Gil Gerard)
- 1981 : Magnum : Buck Gibson (Darren McGavin) (saison 2, épisode 8)
- 1989 : Columbo, saison 8, épisode 4 : Grandes manœuvres et petits soldats : Frank Brailie (Robert Foxworth)
- 1990 : Arabesque : Drew Garrison (David McCallum)
- 1998-2007 : Le Dernier Témoin : Professeur Bondzio (Dieter Mann)
- 1998-2011 : Inspecteur Barnaby : Harold Winstanley (Bernard Hepton) (saison 1, épisode 2) / James Fitzroy (Richard Johnson) (saison 3, épisode 1) / Munro Hilliard (John Nettleton) (saison 8, épisode 3) / Sir John Waverley (Paul Freeman) (saison 9, épisode 4) / Lionel Bell (Nigel Anthony) (saison 10, épisode 6) et Norman Swanscombe (Peter Egan) (saison 13, épisode 7)
- 2000 : New York unité spéciale (saison 1, épisode 17) : Crime passionnel Robert Foxworth (Benjamin Hadley)
- 2006 : The Closer : L.A. enquêtes prioritaires (saison 2, épisodes 14-15) : Andrew Schmidt (William Daniels)
- 2008 : Desperate Housewives : révérend Green (Bill Smitrovich)
- 2015 : Jordskott : Johan Thörnblad (Lars-Erik Berenett)

#### Séries d'animation
- 1975 : Maya l'abeille : Alexandre le Grand
- 1978 : Capitaine Flam : voix off du générique
- 1989 : SOS Polluards : le capitaine Clarence
- 2000 : Chris Colorado : Richard Julian

### Jeux vidéo
- 1999 : Toy Story 2 : Buzz l'Éclair à la rescousse ! : papi Pépite
- 2005 : Batman Begins : Alfred Pennyworth
- 2009 : Dragon Age: Origins : Archimage Avernus
- 2010 : Mass Effect 2 : l'amiral Koris[n 1]
- 2011 : Star Wars: The Old Republic : plusieurs personnages[n 1]
- 2012 : Mass Effect 3 : l'amiral Koris[n 1]
- 2013 : Dishonored : La Lame de Dunwall : Arnold Timsh[n 1]

## Voix off
Voix off du spectacle théâtral proposé par la Compagnie du Manteau d'arlequin organisé dans le cadre du bicentenaire de la, Révolution française en 1989 au Théâtre du Volcan au Havre. 

### Radio
- Des épisodes de Les Maîtres du mystère[3] :
  - Le Pays sans étoiles[28]
  - Le métier dans le sang[28]

### Livres-disques
- Version radiophonique (en) de la première trilogie Star Wars
- Livres-disques Walt Disney :
  - Vingt Mille Lieues sous les mers
  - Davy Crockett
  - L'Île au trésor

### Documentaires
Dominique Paturel a fait la narration des documentaires suivants :
- 1988 : Viêt-Nam : Histoire d'une guerre, documentaire de Helen Power, Michael Nicholson et Edward Lindfield, commentaire français de Patrick de Gmeline
- 2000 : U-Boot - Sous-marins de la Kriegsmarine
- 2002 : Francis Veber artisan du rire: La mécanique du rire [29]

### Albums
- 1986 : Cœur chromatique : interprétation avec Violaine Vanoyeke des textes de V. Vanoyeke
- 2018 : participation à l'album Fantaisies stellaires de Tara King TH[18]

### Publicité
- 1987 : publicité du jeu de société Hotel

## Jeux de société
- 1987 : Cluedo Video : le docteur Lenoir[30]

## Distinctions
- Commandeur de l'ordre des Arts et des Lettres